# Нитби, Джеймс Уильям
Уильям Джеймс Нитби (англ. William James Neatby; 24 мая 1860, Барнсли, Саут-Йоркшир, Англия — 20 апреля 1910) — английский архитектор, художник декоративно-прикладного искусства, мастер-керамист периода модернa, или «стиля либерти».

## Биография
О жизни художника известно немного. Уильям Джеймс Нитби родился 24 мая 1860 года в Барнсли, графство Саут-Йоркшир. Он был старшим сыном Сэмюэля Моссфорта Нитби (1837—1910) и Мэри Джексон Нитби (1839—1911). Дедушку У. Дж. Нитби также звали Уильям, и он был владельцем лесного склада, на котором работал его отец, Сэмюэл. Семья пользовалась относительным благополучием. 28 мая 1881 года Джеймс Уильям женился на Эмили Арнольд, но его жена умерла в августе 1885 года. Он женился снова в октябре 1887 года на Джейн Изабелле Демпстер.
Сын Джеймса Уильяма — Эдвард Моссфорт Нитби (1888—1949) — родился в Лидсе и стал известным живописцем-пейзажистом и портретистом.
В 1881 году Джеймс Уильям Нитби стал работать художником-декоратором на керамической фабрике «Burmantofts Pottery» в Лидсе. Он приобрёл опыт в области архитектурно-декоративной керамики.
В 1890 году он отправился в Лондон, чтобы работать в компании Джона Даултона «Royal Doulton», где он возглавил архитектурный отдел по проектированию и производству настенной керамики. За одиннадцать лет, которые Нитби провел в компании Даултона, он разработал множество архитектурных проектов. Самым престижным был проект, в котором он в качестве скульптора создал терракотовые барельефы для Астрономического центра Королевской обсерватории в Гринвиче. Он экспериментировал с новыми керамическими материалами и разработал изделия из «каррарской» и «паросской керамики».
Так, например, фасад здания типографии «Everards Printing Works» в Бристоле — крупнейший фасад, облицованный декоративной плиткой, единственный в своем роде в Великобритании, получил название «Doulton Carrara» (из-за сходства поверхности с каррарским мрамором).
В оформлении интерьеров Нитби предпочитал использовать, в отличие от «каррарской керамики» для наружных работ, панно, составленные из небольших фаянсовых плиток. Характерным примерoм являeтся оформление зала ресторана «Harrods Food Hall» в Лондоне.
Нитби также работал в технике акварели и гуаши, в том числе в книжной иллюстрации. Широко известны его иллюстрации для сборника произведений поэта-романтика Джона Китса (1899, опубликованы в 1913).

## Галерея

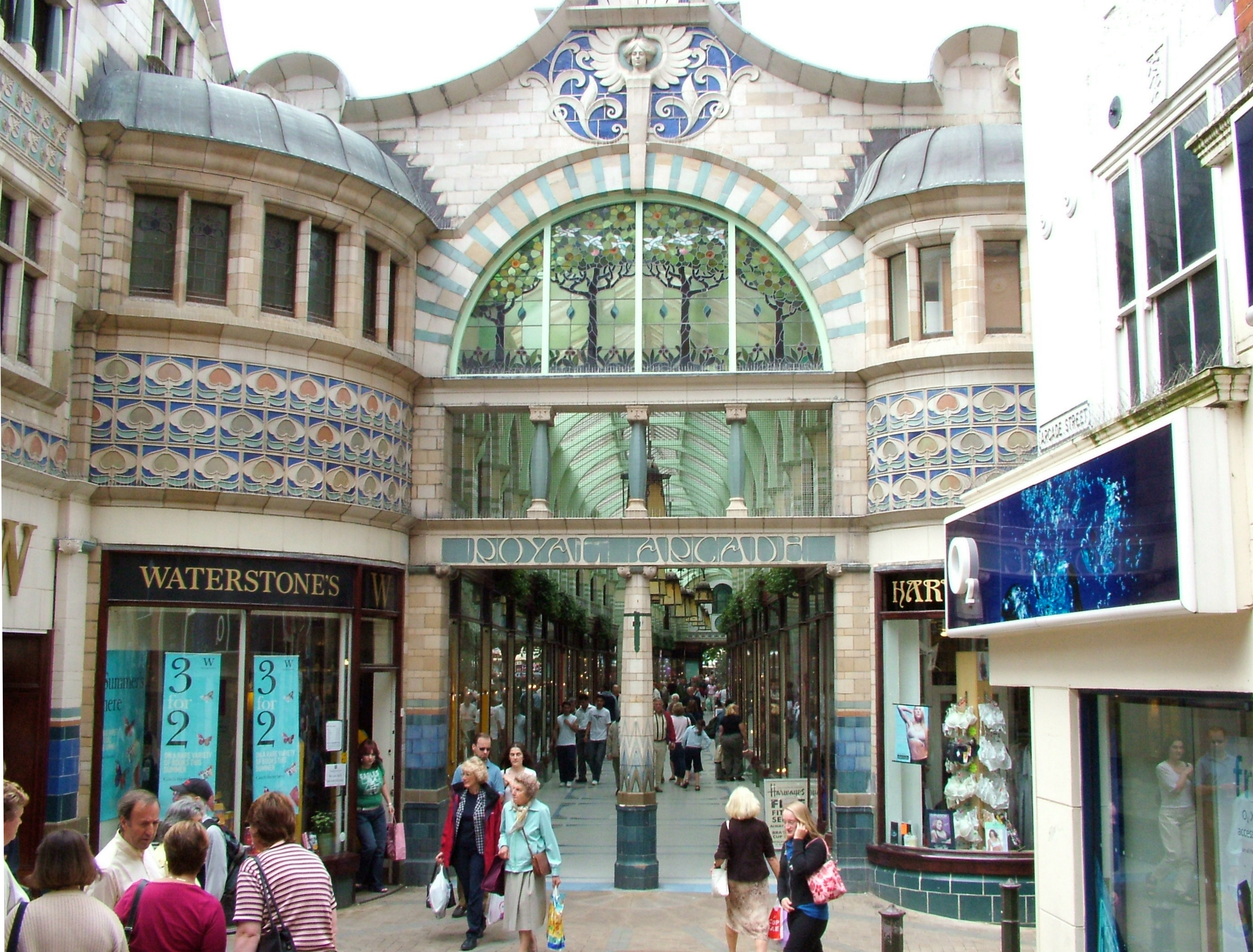
Королевская аркада. Фирма Даултон. Норвич
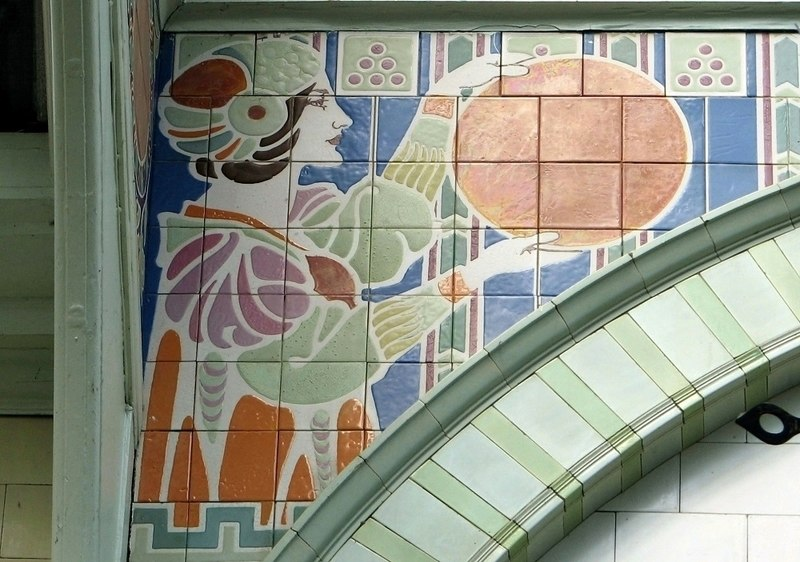
Королевская аркада. Деталь
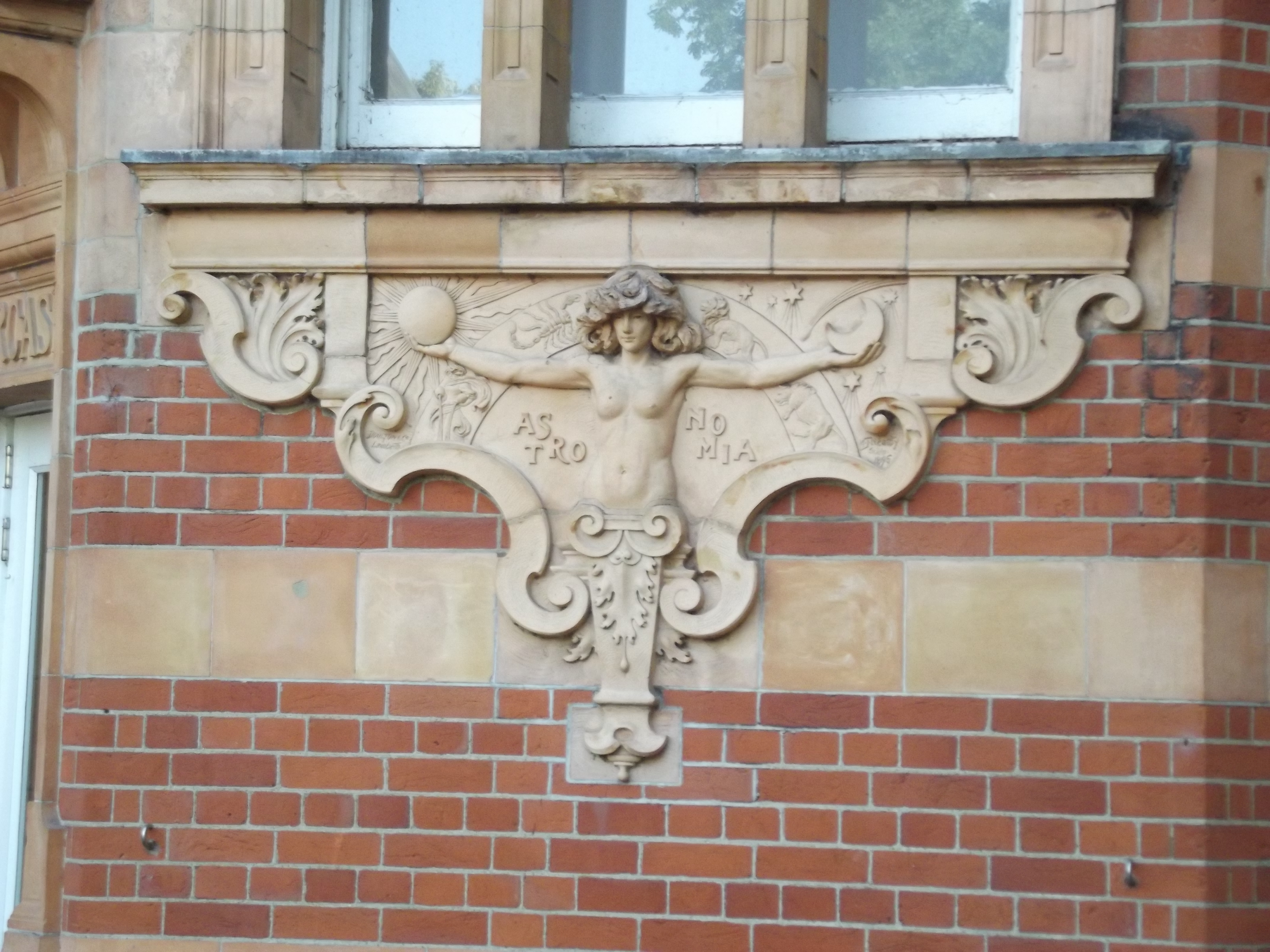
Барельеф Астрономического центра Королевской обсерватории в Гринвиче. Ок. 1899. Терракота
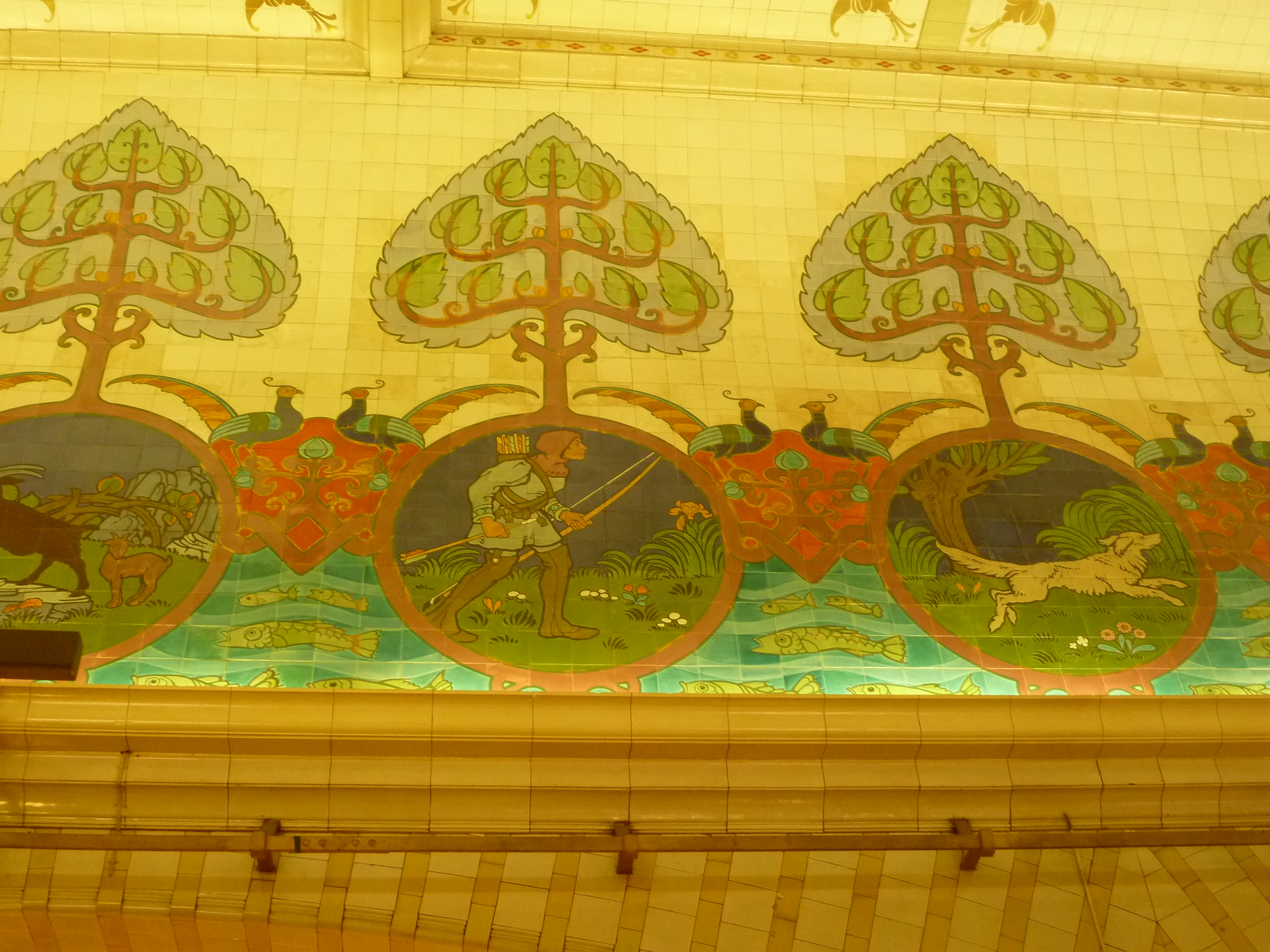
Harrods Food Hall. Деталь панно. Лондон
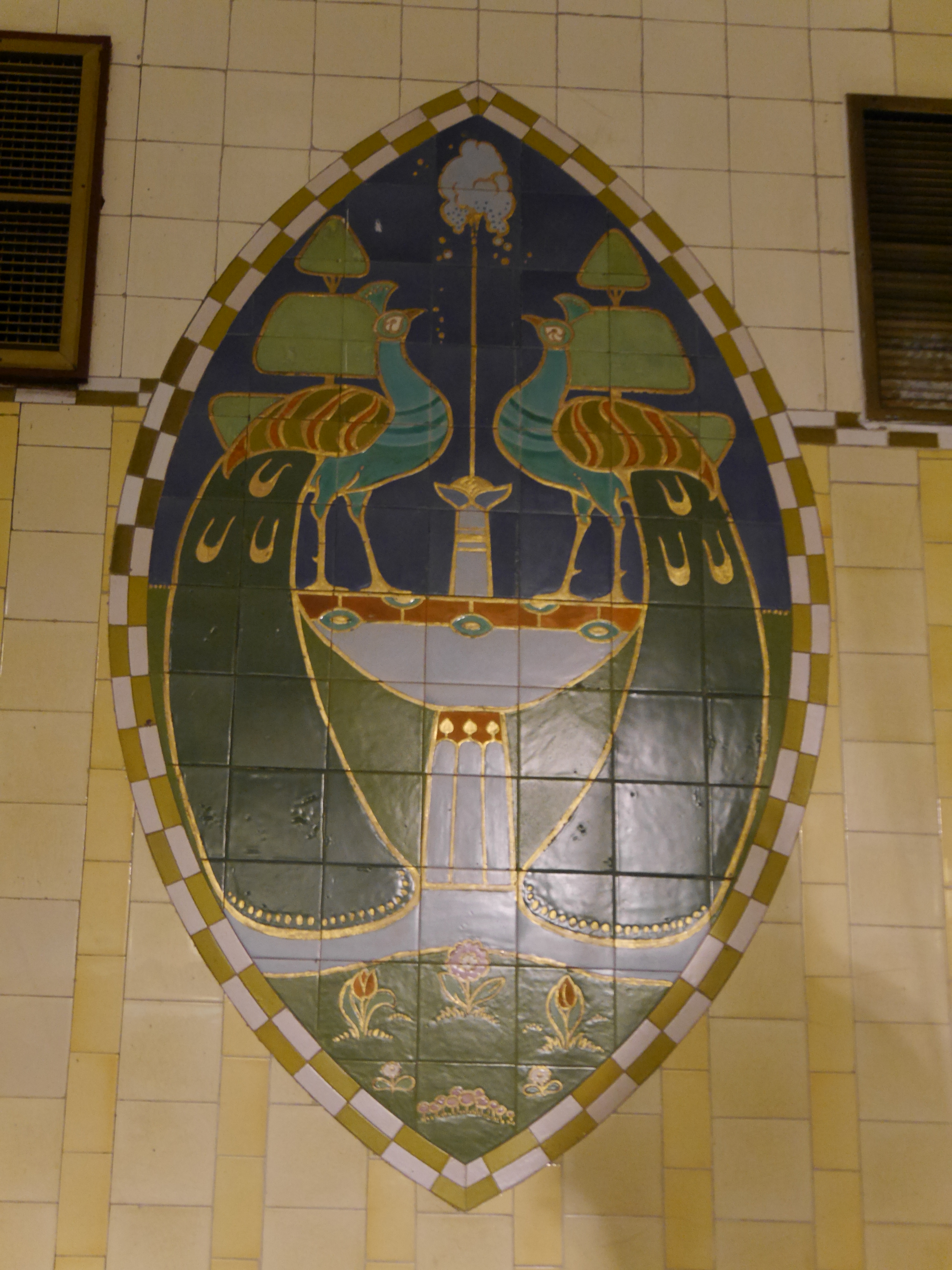
Harrods Food Hall
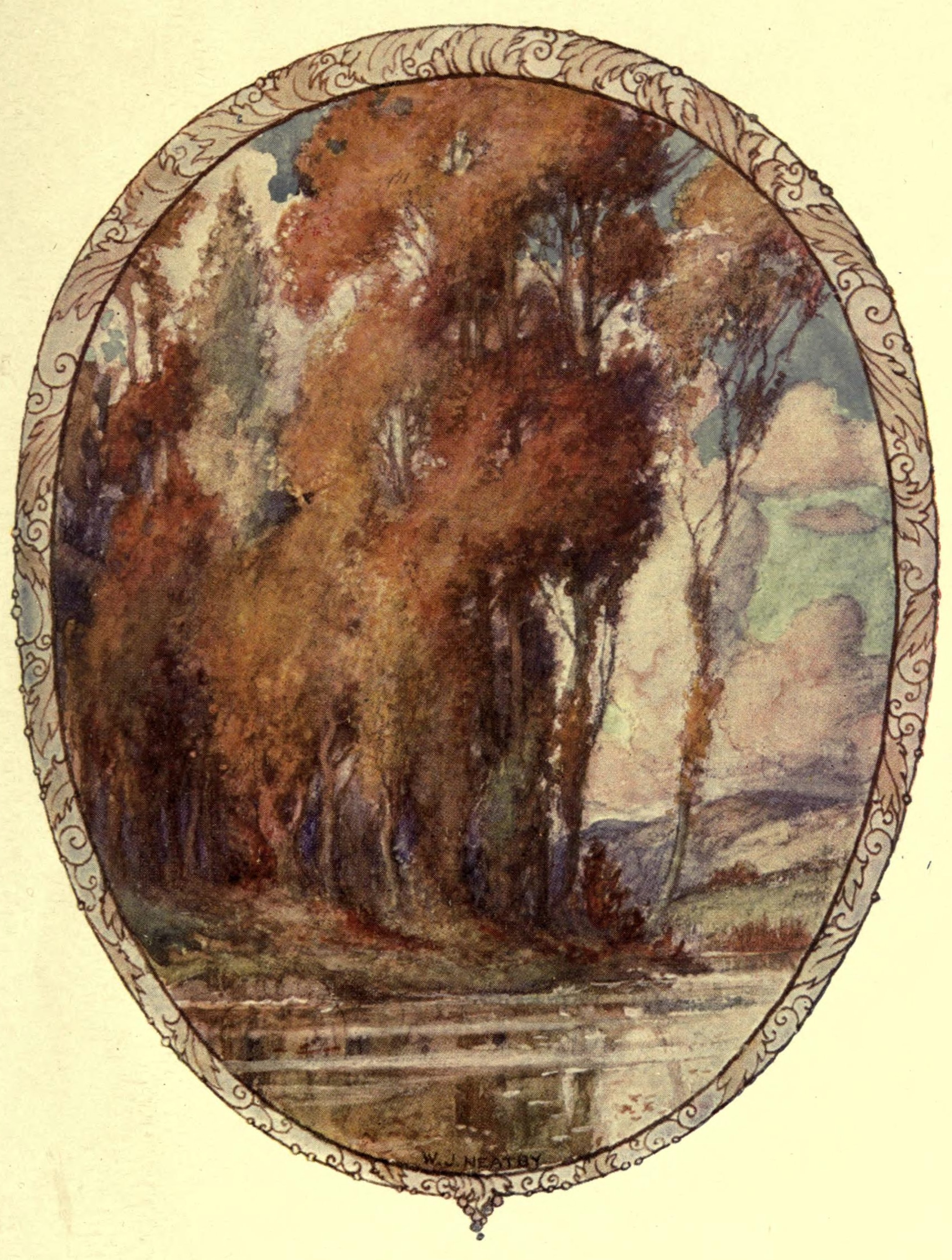
Осень. Из иллюстраций к сборнику поэм Дж. Китса. 1899. Акварель
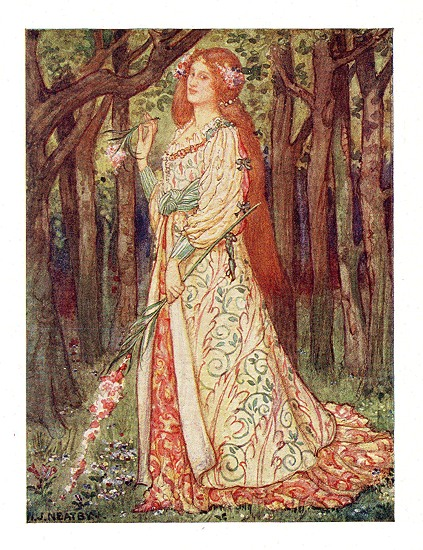
Прекрасная дама без пощады. Иллюстрация к Дж. Китсу. 1899. Акварель
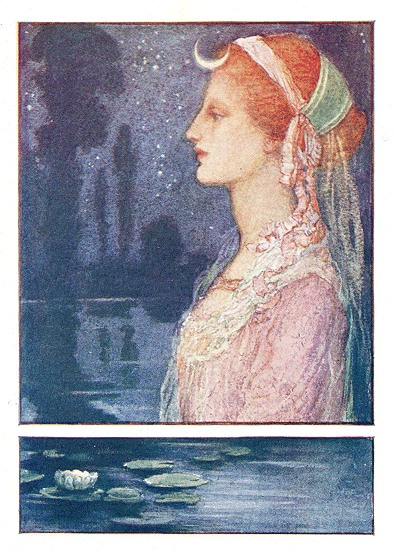
Встречая новый день. Иллюстрация к Дж. Китсу. 1899. Акварель